# محكم
المُحَكَّم أو الحكم هو مسؤول في مجموعة متنوعة من ألعاب الرياضية ومنافساتها، وهو مسؤول عن تطبيق قواعد الرياضة مثل قرارات الروح الرياضية مثل الطرد.